# Ana Bogdan
Ana Bogdan (nascida em 25 de novembro de 1992) é uma tenista profissional romena. Bogdan fez sua estreia na turnê em 2007, teve uma carreira júnior de sucesso, alcançando o segundo lugar mundial em 5 de janeiro de 2009. Ela alcançou a 46ª posição no ranking WTA em outubro de 2022.
No Torneio de Florianópolis de 2016, no Brasil, Bogdan marcou uma das maiores vitórias de sua carreira, ao derrotar a ex-número um do mundo Jelena Janković na segunda rodada em dois sets.

## Carreira profissional

### 2016: Estreia no Grand Slam e semifinal do WTA Tour
Em maio, ela ganhou seu primeiro torneio ITF do ano em Grado [en] ao derrotar Susanne Celik [en] na final. Em julho, ela se classificou para o Bank of the West Classic. Ela venceu sua partida da primeira rodada contra Asia Muhammad em três sets antes de perder para Alison Riske também em três sets na segunda rodada. Em seu próximo torneio na Brasil Tennis Cup, ela alcançou sua primeira semifinal do WTA Tour, derrotando a ex-número 1 do mundo Jelena Jankovic ao longo do caminho. No US Open, ela passou pela qualificatória e derrotou sua compatriota, Sorana Cirstea, na primeira rodada. Esta foi sua primeira vitória em uma partida do Grand Slam na chave principal. Na segunda rodada, ela perdeu para a conterrânea Monica Niculescu em dois sets.

### 2017: Segunda semifinal do WTA Tour
No Australian Open, Bogdan chegou à chave principal por meio da qualificatória, mas foi derrotado em dois sets na primeira rodada por Elena Vesnina. Ela também participou da chave principal do Aberto da França pela primeira vez em sua carreira, perdendo sua partida da primeira rodada para Ons Jabeur. Da mesma forma, pela primeira vez na chave principal de Wimbledon venceu sua partida da primeira rodada contra Duan Yingying em dois sets. No US Open, Bogdan chegou à segunda rodada da chave principal, igualando o resultado de 2016, mas foi derrotada em três sets por Monica Niculescu.

### 2018: Terceira rodada do Australian Open, estreia no Top 70
O Australian Open viu Bogdan alcançar seu melhor resultado da carreira em um Grand Slam, chegando à terceira rodada, derrotando a 11ª cabeça-de-chave Kristina Mladenovic em dois sets em sua partida da primeira rodada e Yulia Putintseva na segunda. Como resultado, ela alcançou o top 100 pela primeira vez em sua carreira, na 89ª posição mundial no ranking de simples. Bogdan então chegou às semifinais em Monterrey (caindo para Garbiñe Muguruza) e Bogotá onde perdeu para Anna Karolína Schmiedlová. Esses resultados impulsionaram sua classificação para o top 70.

### 2019–2020: Fora do Top 100
No início da nova temporada, Bogdan não conseguiu se classificar para as fases principais do Australian Open. Ela perdeu na rodada final da qualificatória, para Ann Li. Bogdan teve dois match points no segundo set, mas perdeu a partida em três sets.
Ela também derrotou a número 38 do mundo, Veronika Kudermetova, enquanto jogava pela Romênia na Fed Cup.

### 2021: Final de WTA Challenger, terceira rodada do Aberto da França
Os dois destaques do ano para Bogdan foram: sua primeira final de um torneio WTA Challenger no Limoges Open quando perdeu para Alison Van Uytvanck e chegar à terceira rodada do Aberto da França on perdeu para Paula Badosa em três sets.

### 2022: Final do WTA Tour, estreia no Top 50
No Poland Open, Bogdan chegou à sua primeira final de um torneio WTA 250, onde perdeu para a quinta cabeça-de-chave Caroline Garcia.
No Slovenia Open, ela passou por Beatriz Haddad Maia nas quartas de final em três sets num jogo de mais de duas horas e perdeu para Elena Rybakina na semifinal em dois sets diretos.
Como 6ª cabeça-de-chave no Emilia-Romagna Open em Parma, ela chegou às semifinais, onde foi derrotada por Mayar Sherif em três sets. Como resultado, ela alcançou o top 50 no número 46 do mundo em 3 de outubro de 2022.

### 2023: Primeiro WTA 1000 e terceira rodada de Wimbledon
Tendo passado pela qualificatória do Dubai Tennis Championships, ela alcançou a terceira rodada da chave principal, onde perdeu para a terceira cabeça-de-chave Jessica Pegula.

### 2024: Segunda final do WTA Tour
O primeiro compromisso do ano de Bogdan foi o Brisbane International, onde perdeu para Marta Kostyuk na primeira rodada em uma partida de três sets. Ela então participou do Adelaide International, no qual, como "lucky loser" da qualificatória, ela derrotou Katie Boulter na primeira rodada em sets diretos, mas perdeu para Laura Siegemund na segunda também em sets diretos. Depois disso, ela foi para o Australian Open. Lá, ela foi derrotada pela vinda da qualificatória Brenda Fruhvirtová [en] na primeira rodada em uma partida de três sets. Em fevereiro, Bogdan rumou para a Europa, e ainda em quadra dura, participou de seu torneio "em casa", o Transylvania Open, onde chegou à final, mas perdeu para Karolína Plíšková, em sets diretos. No giro americano, Bogdan não passou da primeira rodada tanto em Indian Wells quanto em Miami.
Bogdan iniciou a temporada em quadras de saibro em Charleston onde também não passou da primeira rodada. Em seguida, participou da Copa Billie Jean King na qual venceu seu primeiro jogo contra Elina Svitolina e perdeu o segundo para Lesia Tsurenko ambos em jogos de três sets. Em seguida, participou do Aberto de Madri, no qual não passou da primeira rodada. No Aberto de Roma, ela venceu Leylah Fernandez na primeira rodada em sets diretos, mas perdeu na segunda para a cabeça de chave N° 6, Markéta Vondroušová, em jogo de três sets. Já no Aberto da França, venceu a "wild card" local, Elsa Jacquemot, na primeira rodada em sets diretos, venceu a cabeça de chave N° 20, Anastasia Pavlyuchenkova, na segunda, também em sets diretos, mas perdeu na terceira para a cabeça de chave N° 15, Elina Svitolina, novamente em sets diretos.
Bogdan começou a temporada em quadras de grama tentando o Rothesay International, mas não passou pela qualificatória. Em seguida, participou do Torneio de Wimbledon, no qual perdeu para Cristina Bucșa, na primeira rodada, em jogo de três sets.